# Pseudobunocephalus amazonicus
Pseudobunocephalus amazonicus är en fiskart som först beskrevs av Mees, 1989.  Pseudobunocephalus amazonicus ingår i släktet Pseudobunocephalus och familjen Aspredinidae. Inga underarter finns listade i Catalogue of Life.